# Sarah-Léonie Cysique
  Sarah-Léonie Cysique    (Sarcelles, 6 de juliol de 1998) és una judoka francesa que competeix en la categoria de pes lleuger (actualment -57 Kg). Ha participat en 2 Olimpíades, guanyant 4 medalles (2 d'or en la prova d'equips mixt). A més, ha guanyat 4 medalles, també en la prova d'equips mixt dels Campionats del Món i 4 medalles en la prova individual de -57 Kg dels Campionats d'Europa.

## Trajectòria professional
| Jocs Olímpics      | Jocs Olímpics | Jocs Olímpics | Jocs Olímpics |
| Any                | Seu           | Posició       | Categoria     |
| ------------------ | ------------- | ------------- | ------------- |
| 2020               | Tòquio        | 2             | -57 Kg        |
| 2020               | Tòquio        | 1             | Equips mixt   |
| 2024               | París         | 3             | -57 Kg        |
| 2024               | París         | 1             | Equips mixt   |
| Campionat del Món  |               |               |               |
| 2019               | Tòquio        | 5a posició    | -57 Kg        |
| 2019               | Tòquio        | 2             | Equips mixt   |
| 2022               | Taixkent      | 1/8 de final  | -57 Kg        |
| 2022               | Taixkent      | 2             | Equips mixt   |
| 2023               | Doha          | 7a posició    | -57 Kg        |
| 2023               | Doha          | 2             | Equips mixt   |
| 2025               | Budapest      | 3             | -57 Kg        |
| 2025               | Budapest      | 1/4 de final  | Equips mixt   |
| Campionat d'Europa |               |               |               |
| 2018               | Tel-Aviv      | 5a posició    | -57 Kg        |
| 2020               | Praga         | 3             | -57 Kg        |
| 2021               | Lisboa        | 3             | -57 Kg        |
| 2022               | Sofia         | 2             | -57 Kg        |
| 2023               | Montpeller    | 3             | -57 Kg        |